# DAMA/LIBRA
DAMA/LIBRA（全称为Dark Matter/Large Sodium Iodide Bulk for Rare Processes）是一個通過使用一個閃爍體探測器設計成使用直接探測方法來尋找大质量弱相互作用粒子的實驗，位在義大利中部位於地底的大薩索國家實驗室（Gran Sasso National Laboratory），以總重約兩百五十公斤的二十五個超純碘化鈉(NaI(Tl))晶體進行實驗。它是DAMA/NaI实验的升级实验。